# März, ein Künstlerleben
März, ein Künstlerleben ist ein Schauspiel von Heinar Kipphardt.

## Über das Stück
In den Jahren 1973–1975 schrieb Kipphardt das Drehbuch für seinen Film Leben des schizophrenen Dichters Alexander M., welcher 1975 im ZDF erstmals ausgestrahlt wurde. Regie führte Vojtěch Jasný, für die Kamera war Igor Luther verantwortlich, in der Titelrolle spielte Ernst Jacobi. Ein Jahr später, 1976, legte er das gleiche Thema als seinen ersten Roman, unter dem Titel März vor. Kurz danach schrieb Kipphardt eine Hörspielfassung unter dem Titel März – ein Künstlerleben für den Bayerischen Rundfunk, in welcher Ulrich Gerhardt 1977 Regie führte. Erst am 16. Oktober 1980 kam es im Düsseldorfer Schauspielhaus zur Uraufführung des Theaterstücks unter dem Titel März – ein Künstlerleben. Regie führten Roberto Ciulli und Helmut Schäfer.
Die Geschichte des unglücklichen Anti-Helden Alexander März ist für Kipphardt eine Abrechnung mit der Psychiatrie.
Für ihn ist Schizophrenie, sind psychotische Krankheiten letzten Endes sozial verursacht: Sehr sensible Menschen zerbrechen an dem, was Familie und Gesellschaft ihnen antun. So auch der schizophrene Dichter März, der sich vor den Augen seines Arztes in Brand steckt, weil er sich in dieser Welt nicht mehr zurechtfinden kann. Als Grundlage für März diente authentisches Material: der Methodenstreit in der Psychiatrie, eigene Rechercheergebnisse in Nervenkliniken, Krankengeschichten von Patienten und insbesondere die Gedichte des schizophrenen Autors Ernst Herbeck (Pseudonym: Alexander Herbich), veröffentlicht von dessen Psychiater Leo Navratil.

## Die Handlung

### 1. Aufzug
Im Prolog und im Anfang des ersten Aktes wird der Zuschauer an das Innenleben der Klinik herangeführt. Es werden die Patienten dargestellt, kurz deren Hintergründe angerissen und die verschiedenen Verhaltensweisen der Schizophrenen an ihnen in einigen Szenen im Aufenthaltsraum veranschaulicht. Der Zuschauer merkt sehr bald, dass es nicht nur zwischen den Patienten, sondern auch zwischen den Ärzten starke Unterschiede gibt, auch diese werden in den Anfangsszenen bereits angelegt.
Auffällig über den ganzen Akt hinweg ist jedoch ein einzelner Patient, der fast immer Sonderpositionen einnimmt und so die vermehrte Neugier des Zuschauers gewinnt. Diese Neugier bleibt nicht unbegründet, denn bald, vor allem im zweiten Teil, verschwinden die anderen Patienten größtenteils von der Bildfläche und das Geschehen konzentriert sich auf März.
Mit Tonbandabhörungen von zurückliegenden Gesprächen mit den Eltern von März beschäftigt, treffen wir die Ärzte immer häufiger an ihrem Schreibtisch an, während März allein in einem Nebenzimmer das alles fast zu hören scheint, da er mit wenigen Worten, oft auch in Gedichtform, die vergangenen Geschehnisse auf merkwürdige Weise kommentiert.
In zwei Szenen ist März ganz alleine auf einem Brachfeld, und wie er dort ständig gegen den Wind ankämpft und verschiedene Wortfetzen fliegen lässt, wird deutlich, dass die Psychiatrie weitaus nicht das Einzige ist, was ihn beschäftigt. Einmal wird seine Einsamkeit jedoch kurz durch eine Patientin gestört, Hanna, die nach dem ersten Blickkontakt sich entschuldigend schnell wieder entfernt.

### 2. Aufzug
Im zweiten Akt wird der Zuschauer ganz in die Vergangenheit von März entführt. Kofler, der Oberarzt, studiert zur besseren Therapie von März dessen Krankenakte, die dem Zuschauer teils vorgelesen oder teils in Handlungen wiedergegeben wird.
Man erfährt von seiner Einlieferung mit schizophrenen Symptomen, seinem ständigen verbalen Widerstand gegen die Klinikärzte, seiner Entlassung nach sechs Monaten und seiner Rückkehr in die Psychiatrie und einem Ausbruch. Neben den Symptomen wie etwa Verfolgungswahn, die in Ärztegesprächen immer wieder deutlich werden, und der psychischen Krankheit von März bekommt der Zuschauer auch Einblicke in die merkwürdigen, aber gleichzeitig genialen Aktionen in gesellschaftlichen Kreisen, die ihn zusätzlich als Außenseiter erscheinen lassen.

### 3. Aufzug
Zurück in der Gegenwart. Am Anfang des dritten Aktes treten besonders Aktivitäten der Ärzte Herbst und Kofler, die Patienten zu vermehrten Tätigkeiten anzuregen, in den Vordergrund. Sie bemühen sich besonders durch Einzelgespräche, den Patienten näher zu kommen, doch bleiben Bemühungen der beiden, männliche und weibliche Patienten zusammenzulegen, erfolglos, da der Klinikdirektor Feuerstein kaum bereit ist, überhaupt Energie in solche Veränderungen zu investieren, da er sowieso an den alten Therapiemethoden festhalten will.
März hat sich unterdessen in einen ausgeprägten Mutismus zurückgezogen, äußert sich selten und wenn, dann meist über Briefbotschaften. Die Bemühungen der Ärzte lässt er abblitzen. Halluzinationen äußern sich bei ihm immer heftiger und er bittet immer öfter, die Behandlungen einzustellen und ihn hinzurichten.
Nach einem vorgetäuschten Selbstmord von März mit einer Bombe gelingt es Kofler plötzlich, näheren Kontakt mit März aufzunehmen. In Gegenwart von anderen Ärzten wie z. B. Herbst zeigt März einen ausgeprägten Negativismus und spricht in für Schizophrene typischen sprachlichen Satzverdrehungen, bei Gesprächen mit Kofler allein bleiben diese Symptome aus.
Im Weiteren wird auf die Sexualität im Asyl eingegangen und eine Beziehung zwischen März und Hanna eingeleitet. März verschafft sich Zutritt zu einer Küche, wo Hanna tätig ist, und zeigt seine Zuneigung. Die beiden treffen sich bald öfter in freiem Gelände und unterhalten sich besonders über ihre Vergangenheit. Dort trifft auch Kofler auf die beiden, der in der Zwischenzeit versucht hatte, die Vergangenheit von März zu entschlüsseln. Dabei kam bei März besonders die Erinnerung an seine Mutter zum Ausdruck, die er als tot bezeichnete, was der Realität aber widersprach.
Nach einem stürmischen Tanzabend der Abteilung, wo März sich wieder aktiv mit einer kritischen Rede in puncto Klinik einbrachte, kommt es zwischen Hanna und März zu einem engeren Treffen in einer Wäschekammer, das gewaltsam durch Pfleger beendet wird.
Kurz darauf werden Hanna und März als abgängig gemeldet. In einem Abschiedsbrief stellt März seltsame Forderungen zu einer von ihm geplanten körperlichen Verschönerung auf.

### 4. Aufzug
März und Hanna sind in eine einsame Behausung im Zillertal geflüchtet, um sich dort mit Arbeit eine Bleibe zu verschaffen, wo sie nicht so leicht zu finden sind. Sie sind die meiste Zeit guter Dinge und genießen die neuen Freiheiten, nur selten kommen Erinnerungen an die familiäre Vergangenheit im März hoch, die Klinik spielt keine Rolle mehr.
Doch als ein kanadischer Bergsteiger verwundet zur Rast in dieser Behausung der alten Bauern unterkommt, wo auch Hanna und März beherbergt sind, wird Hanna allmählich rückfällig. Sie leidet unter Verfolgungswahn und vermeidet sogar Berührungen mit März. Diese Situation veranlasst die beiden, ihr neues Leben für eine kurze Zeit zu unterbrechen.

### 5. Aufzug
März und Hanna haben sich zu Koflers Wohnsitz aufgemacht, um Hilfe für Hanna zu erbitten. Doch sie sind sich einig, sie wollen nie wieder in die Psychiatrie Lohberg. Kofler zeigt sich einverstanden, Hanna zu helfen, doch er kommt nicht dazu, da Polizeibeamte die Ausbrüchigen stellen und wieder nach Lohberg abtransportieren.
Dort angekommen, werden sie getrennt. Das Kind, das Hanna inzwischen bekommen hat, wird ihr entrissen. März ist nicht mehr zu Gesprächen mit Ärzten bereit und sitzt den ganzen Tag auf seinem Bett. Die eingeleiteten Bemühungen von Kofler und Herbst, an diesem Zustand etwas zu ändern, treffen bei Feuerstein wie gehabt auf zu wenig Gehör. Koflers Nerven scheinen gespannt und gereizt, bis er sogar gegenüber Feuerstein die Kontrolle verliert und ihn anbrüllt, dass er März umbringe.
März ist verschwunden. März hatte sich immer wieder mit Christus verglichen. Bei einem Gespräch zwischen Kofler und Herbst taucht März dann wieder auf, mit einer Dornenkrone auf dem Haupt, gegeißelt wie Christus. Kofler glaubt noch an einen erneuten Scherz, als sich März einen Sprengkörper über sein Haupt hält, doch die Detonation erfolgt …
Mit einem Brief an Kofler nimmt März Abschied von der Klinik und bittet darum, ihn zu vergessen.

## Die Rollen
Patienten
- Alexander März
- Karl Fuchs
- Albert Zenger
- Lorenz Folgner
- Max Ebert
- Herbert Duwe
- Franz Kuhlmann

Patientinnen
- Hanna Graetz
- Angelika Lauffer
- Frieda Bausch

Ärzte, Pfleger
- Dr. Kofler
- Dr. Feuerstein
- Dr. Ines Hoffe
- Dr. Else Herbst
- Huber (Pfleger)
- 2. Pfleger

andere Rollen
- Mutter von März
- Vater von März
- Creszenzia
- Sohn von Karl Fuchs
- Schwiegertochter von Fuchs
- kanadischer Bergsteiger
- Küchenfrau
- Polizeirat
- 2. Polizist
- Ministerialbeamtin
- Nachtwächter

## Verfilmung
"Leben des schizophrenen Dichters Alexander März" (1975)